# مسجد بن نادار
مسجد بن نادار (بالفارسية: مسجد بن نادار) هو مسجد تاريخي يعود إلى عصر القاجاريون والدولة البهلوية، ويقع في بستك.